# Wincenty Krasiński

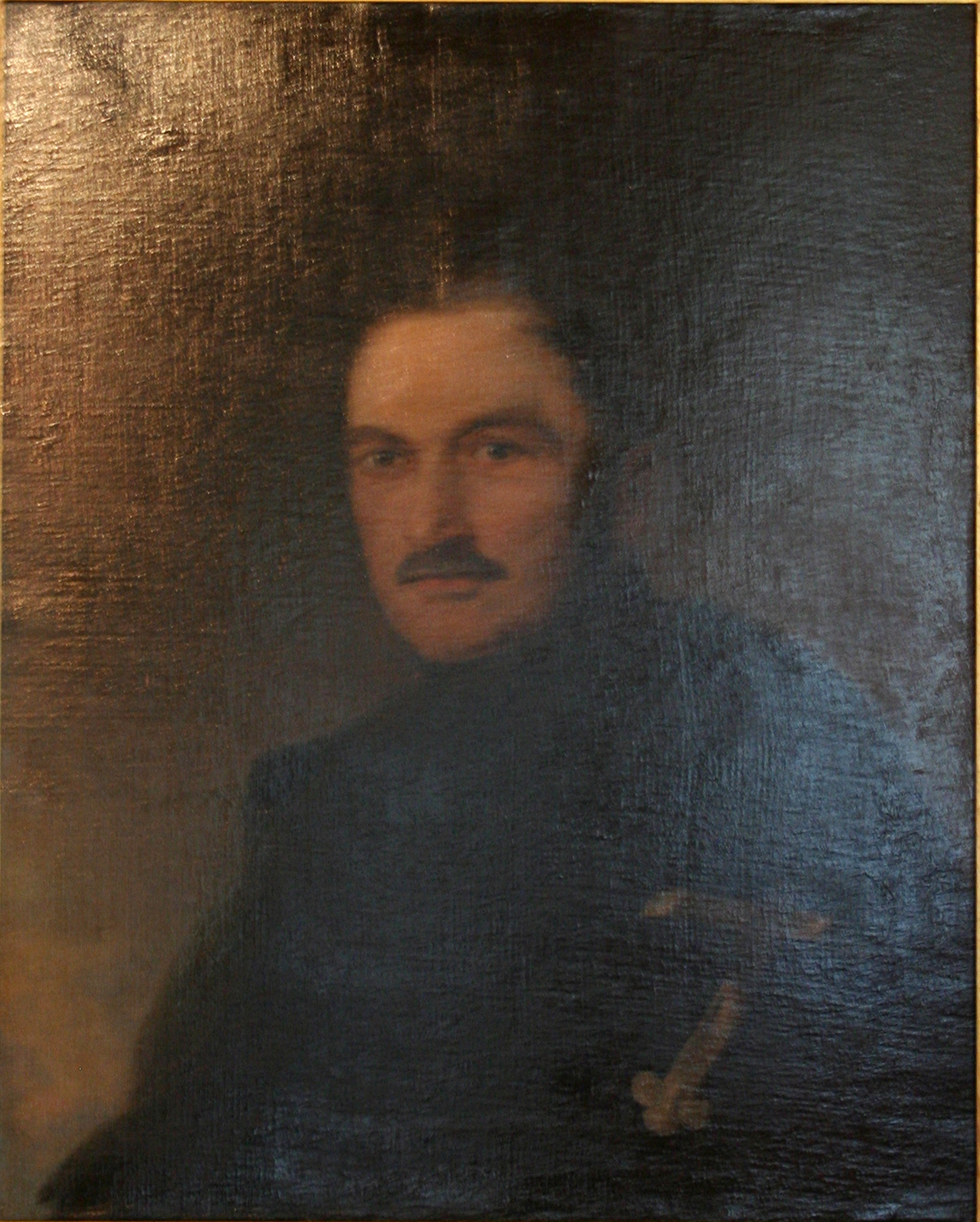
Wincenty Krasiński (1782-1858)

Wincenty Krasiński (30. ledna 1782 – 24. listopadu 1858, Varšava) byl polský generál.

## Život
Wincenty Krasiński vstoupil do Napoleonovy armády, kde získal hodnost plukovníka. V roce 1811 byl povýšen na brigádního generála a v roce 1813 se stal divizního generála. Účastnil se všech výprav Velké armády a roce 1814 byl jmenován vůdcem polské armády ve službách Francie, kterou po Napoleonově pádu přivedl zpět do Polska. Následně dosáhl hraběcího titulu a usadil se ve Varšavě. V té době, v čase zápasů mezi romantismem a klasicismem, soustřeďoval ve svém domě nejpřednější literáty. Roku 1818 se stal maršálkem sněmu, roku 1825 senátorem a v roce 1826 získal povýšení na generála jezdectva. Jakožto člen sněmovního soudu proti obviněným z velezrady jediný hlasoval pro trest smrti, čímž v polské společnosti ztratil téměř veškerou popularitu. V Roce 1830 byl jmenován pobočníkem a členem administrační rady, načež v letech 1855 až 1856 zastával úřad místodržícího v polském království.
Jeho synem byl romantický básník Zygmunt Krasiński.

## Dílo
Jeho známé spisy jsou:
- Essai sur le maniement de la lance (Paříž, 1811)
- Apercu sur les Juifs de Pologne par un officier général polonais, nonce á la diète (Paříž, 1818, 2 vyd. Varšava, 1818)
- Rzut oka na wieszczów Prowancyi zwanych trubadurami (Varšava, 1818).